# Israel Albert Horowitz
Israel Albert Horowitz (* 15. November 1907 in Brooklyn, New York City; † 18. Januar 1973 ebenda) war ein US-amerikanischer Schachspieler.
Horowitz gehörte in den 1930er Jahren zu den besten Spielern der Vereinigten Staaten, sodass er an drei Schacholympiaden in den Jahren 1931, 1935 und 1937 in der Siegermannschaft sowie später an der Schacholympiade 1950 teilnahm, wo er insgesamt bei 29 Siegen und 19 Unentschieden nur drei Partien verlor. Das US Open gewann er 1936, 1938 und 1943. Die US-Meisterschaft spielte er im Mai 1941, wobei er einen Zweikampf gegen Samuel Reshevsky sieglos mit drei Niederlagen und dreizehn Unentschieden verlor. Seine beste historische Elo-Zahl 2680 erreichte Horowitz im Januar 1943, damit lag er zu diesem Zeitpunkt auf Platz 10 der nachträglich errechneten Weltrangliste.
Beim Radiowettkampf USA – UdSSR 1945 spielte er an Brett 4 gegen Salo Flohr. Horowitz gewann eine seiner beiden Partien und verlor die andere.
Für seine schachlichen Erfolge wurde er bei der ersten Verleihung des Titels Internationaler Meister mit dem Titel ausgezeichnet. Ein Jahr später wurde er Internationaler Schiedsrichter im Schach.
Als Schachautor wurde Horowitz als Bearbeiter von Chess Review und der Nachfolgezeitschrift Chess Life and Review bekannt sowie durch mehrere Bücher. Er betreute auch über zwei Dekaden eine Kolumne in der New York Times.
Es sind sechs von 1926 bis 1971 veröffentlichte Schachstudien von Horowitz bekannt, davon drei gemeinsam mit Isaac Kashdan.

## Werke
- Let's play chess (1950)
- Modern ideas in the chess openings (1953)
- How to improve your chess (1954)
- Chess for beginners (1956)
- Chess traps, pitfalls, and swindles (1956)
- The Macmillan handbook of chess (1956)
- How to win in the chess endings (1957)
- Point count chess (1960)
- How to win in the chess openings (1961)
- Solitaire chess (1962)
- Winning chess tactics illustrated (1963)
- The personality of chess (1963)
- Chess openings theory and practice (1964)
- The best in chess (1966)
- All about chess  (1971)
- Chess games to remember  (1972)
- The world chess championship (1973)